# Gherardo Segarelli
Gherardo Segalelli o Segarelli (Segalara, 1240 circa – Parma, 18 luglio 1300) è stato un predicatore millenarista italiano, bruciato sul rogo come eretico.

## La vocazione
Nel 1260, anno in cui, secondo le previsioni di Gioacchino da Fiore, avrebbe avuto inizio l'età dello Spirito Santo, e in cui comparvero processioni e turbe di flagellanti detti Scuriati o Battuti, che percorrevano tutta l'Italia centro-settentrionale, Segarelli chiese di essere ammesso al convento dei frati minori di Parma, ma ne fu respinto.
Così descrive la circostanza fra Salimbene de Adam da Parma, nella sua Cronica:

## Gli apostolici
Salimbene, vicino ad ambienti gioachimiti, ma avverso a Segalelli, aggiunge che «distribuì il poco denaro che possedeva e molti scaltri marioli approfittarono della sua ingenuità, dopo di che cominciò a vivere di elemosine e a predicare, invitando il popolo alla penitenza».
Ebbe un notevole successo fra gli umili in tutta l'Emilia e i suoi seguaci, i fratres et sorores apostolicae vitae o semplicemente apostolici o minimi, diventarono anche più popolari dei francescani. Si chiamarono "Apostolici" perché vollero imitare in tutto i primi apostoli di Cristo.
Come per altri movimenti giudicati ereticali, il riferimento degli apostolici è la Chiesa di Cristo e dei primi apostoli, non solo annunciato ma coerentemente messo in pratica. I concetti salienti della predicazione di Segalelli sono:
- Un Dio "democratico", che stabilisce una relazione personale con tutti coloro che vivono in povertà, senza bisogno di mediazioni interpretative,
- L'imitazione di Cristo come norma di vita per i cristiani,
- La necessità di mettere in pratica il Vangelo in modo integrale,
- Il rifiuto di qualsiasi accumulo di beni materiali,
- La comunione dei beni,
- Il rifiuto di qualsiasi gerarchia,
- L'uguaglianza tra uomini e donne,
- Un approccio al mondo ispirato all'innocenza dei fanciulli,
- La libertà dei cristiani.

Gli apostolici conducevano una vita di digiuni e preghiere, sia lavorando che chiedendo la carità e non davano valore alla castità: la cerimonia di accettazione dei nuovi seguaci prevedeva che pubblicamente si spogliassero nudi, come aveva fatto san Francesco.
Al di là di tutto l'armamentario delle accuse inquisitoriali che in un caso come questo veniva elaborato, il vero delitto che non poteva essere perdonato a Segarelli fu l'aver annunciato la possibilità di un incontro diretto tra l'uomo e Dio. Questa tesi infatti, benché in Segalelli non risulti alcuna critica esplicita alla Chiesa di Roma, presuppone implicitamente la superfluità di una struttura di mediazione tra uomo e Dio, l'inutilità di una organizzazione che amministra Dio trasferendolo a sé, in pratica "requisendo" il concetto stesso di divinità. La possibilità di un rapporto diretto tra gli uomini e Dio è il senso vero della famosa frase di Segalelli: Paenitentiagite, quia appropinquabit regnum caelorum ("Fate penitenza, perché il Regno di Dio arriverà"), che per chi la pronunciava significava anche: "Costruite, o costruiamo, un modello di società ispirato alla rinuncia, alla povertà, per poter incontrare Dio che ci viene incontro".

## La repressione
Tutto questo non fu tollerato dalla Chiesa, tanto che il papa Gregorio X (1271-1276), aprendo il 7 maggio 1274 il II concilio di Lione, sconfessò le congregazioni religiose non autorizzate e lanciò una nuova crociata. Col canone Religionum diversitatem nimiam il concilio proibì la costituzione di qualsiasi nuova congregazione e impose agli ordini sorti dopo il 1215 il blocco sulla fondazione di nuove sedi e l'obbligo di confluire in un ordine a scelta fra quelli già approvati.
Gherardo Segalelli e gli apostolici rifiutarono, provocando l'avvio del processo per eresia: furono condannati nel 1286 con la bolla di papa Onorio IV (1285–1287) Olim felicis recordationis, nel 1287 dal concilio di Würzburg e nel 1290 dal papa Niccolò IV (1288–1292).
Segarelli venne dapprima imprigionato a Parma, per poi essere rilasciato dal vescovo Obizzo Sanvitale, che pare fosse un suo segreto ammiratore; nuovamente imprigionato nel 1294 e condannato all'ergastolo, riuscì a fuggire mentre quattro apostolici, due uomini e due donne, venivano arsi sul rogo, finché, senza poter più godere della protezione del Sanvitale, divenuto vescovo di Ravenna, fu nuovamente catturato nel 1300 e processato dall'inquisitore Manfredo da Parma.

Si conserva qualche stralcio del verbale del processo:
E queste dichiarazioni erano già sufficienti per mandarlo al rogo a Parma il 18 luglio 1300. La sua predicazione verrà continuata da fra Dolcino.